# 大彗星

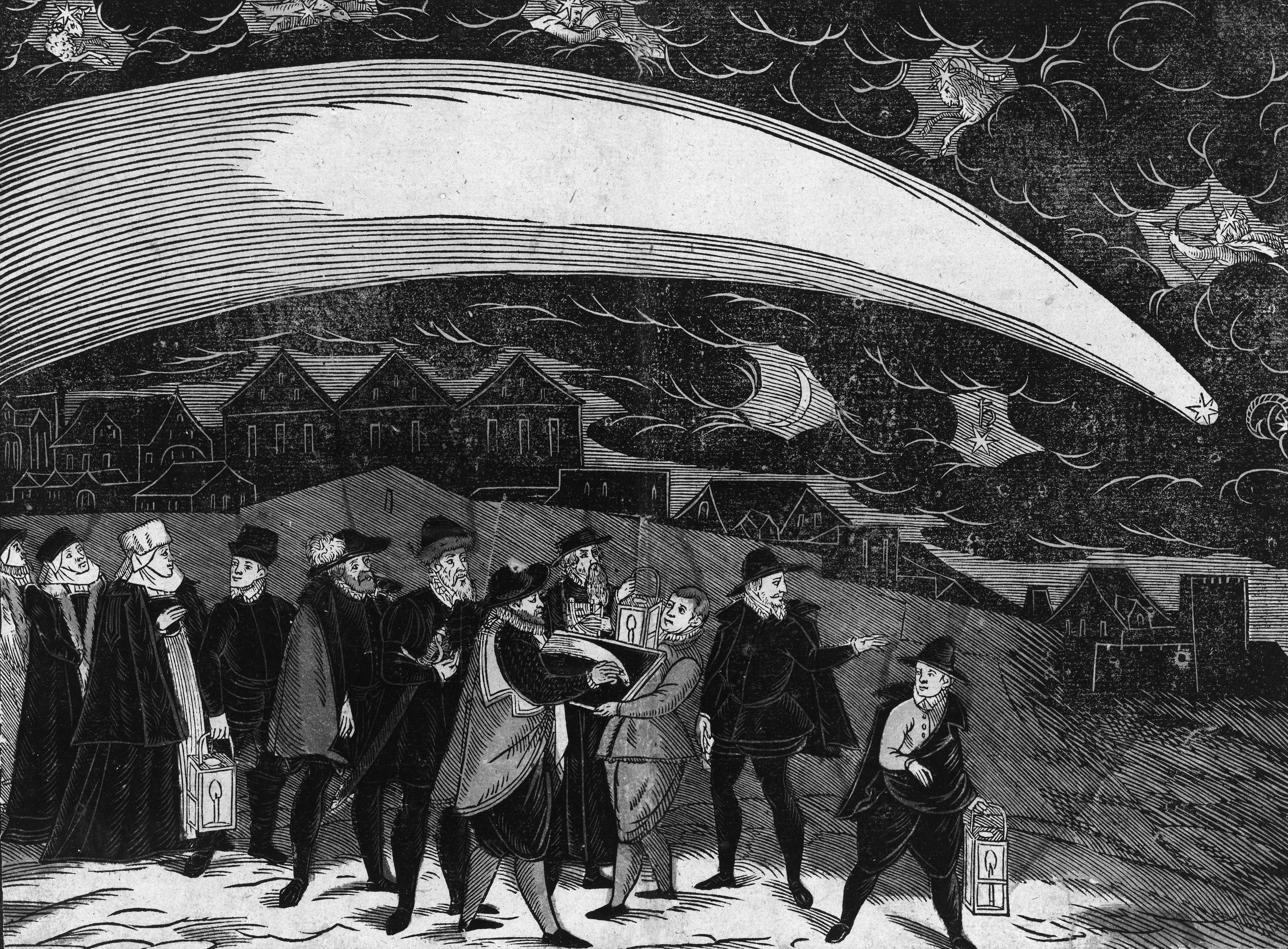
1577年大彗星掠過布拉格上空的情景。中國的《明史》及當時的地方志有載，其彗尾長「尺餘」至「數丈」，亮度極亮，光芒至少持續了數天至數週的時間

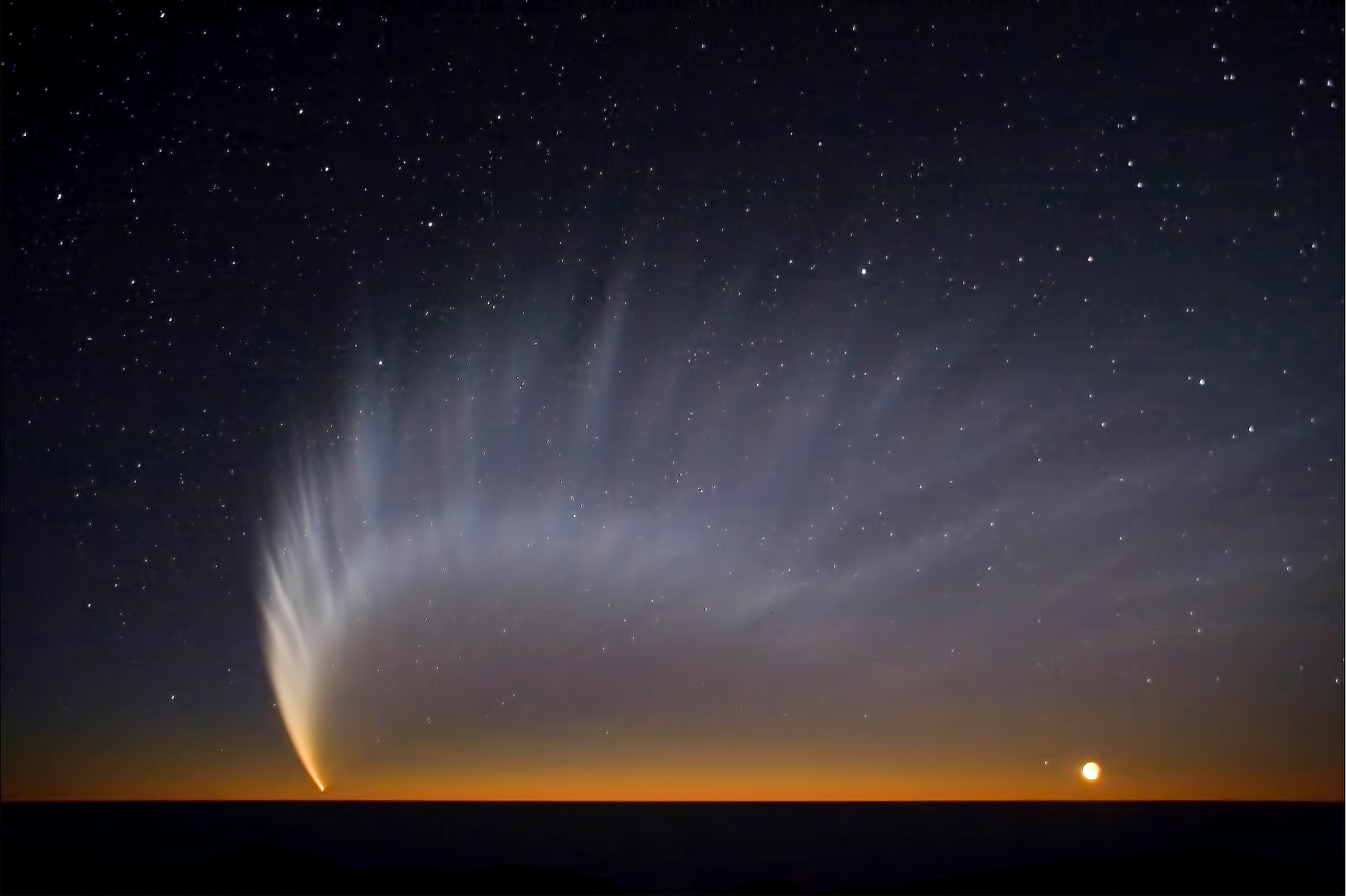
抵達近地點附近的麥克諾特彗星，2007年1月攝於智利帕瑞納天文台。是月彗星的視星等一度達到-5等以上，足以在白天觀測，是繼池谷－關彗星後，迄今為止出現過最亮的彗星

大彗星是對地球上的觀測者來說特別明亮和壯觀的彗星，以過去的數字來看，平均約10年才會出現一顆。
要預測某顆彗星是否能成為大彗星很困難，許多因素都會造成彗星的光度與預測的不同。一般而言，有巨大或活躍核心的彗星，如果夠接近太陽，且其最亮時刻沒有被太陽遮蔽，它就有機會成為大彗星。
彗星在被發現後，會以發現者的名字做為正式的名稱，但有些特別亮的反而會以最明亮的年份直接稱為XX年大彗星。

## 大彗星的定義
大彗星的定義很明顯是相當主觀的，但無論如何，能夠被稱為大彗星的一定是亮到不用刻意去尋找，以肉眼就能直接看到它；並且不屬於天文社團的一般人也都知道他的名字。
對多數人來說，不管怎樣，大彗星很單純的就是一種美麗的景象。

## 彗星明亮的原因
大多數的彗星都不能亮到肉眼可以直接看見的程度，它們在進入內太陽系後，除了天文學家之外，也沒有人看過它們。然而，偶爾的，有些彗星能達到肉眼可以直接看見的亮度，但能亮到比最亮的恆星還要亮的則真的很罕見。影響彗星亮度的主要因素至少有下列三個：

### 核心的大小和活動
彗核的尺寸從較小的數百公尺到數公里不等。當它們接近太陽時，大量的氣體和塵埃會因為太陽的加熱而從核心噴發出來。一個關鍵的因素是如何讓核心活躍，才有可能成為大而亮的彗星。在經過數次的回歸之後，彗核中易於揮發的物質會比第一次進入太陽系內的要少，因此也較不容易成為明亮的彗星。

### 近日點的探討
一個單純反光體的亮度與太陽距離的平方成反比，也就是說如果一個物體與太陽的距離增加一倍，亮度就會下降四倍。然而，彗星的光度除了反射陽光之外，還有很多的光來自於大量揮發性氣體發射出的螢光，而且這些氣體也會反射陽光。因此，彗星的光度變化大致上是與距離的立方成反比，因此當距離縮為原來的一半時，彗星的亮度會增加八倍。
這意味著彗星的最大亮度取決於他與太陽的距離。對大多數的彗星而言，它們的軌道近日點仍在地球軌道之外，而任何一顆彗星只要能接近太陽至0.5天文單位或更接近，就有成為大彗星的機會。

### 接近地球的方式
彗星要看起來很壯觀，他還需要靠近地球才行。以哈雷彗星為例，在76年的週期中，當進入內太陽系時它通常都很明亮，但是在1986年接近太陽時，它與地球的距離卻可能是最遠的一次。雖然還能以肉眼直接看見，但絕對稱不上是壯觀。

### 爆發
2007年10月23日霍姆斯彗星突然爆發，成爲出現在英仙座的一顆肉眼可見的彗星。它的亮度隨即從17 星等增加到2.4星等，已經接近北極星的亮度。25日凌晨，亮度達到2.8等。25日晚，亮度已到2.5等，角直徑是88角秒。
能夠合於以上四個條件的彗星絕對夠資格是壯觀的彗星。有時，不符合其中一個條件的彗星反而更能令人留下深刻的印象。例如，海爾-波普彗星有一個非常巨大（直徑40公里）與活躍的核心，雖然沒有很接近太陽，它仍然因為很容易看見而成為很著名的大彗星。同樣的，百武彗星其實只是一顆小彗星，但卻因為非常靠近地球而被稱為大彗星。

## 曾經出現過的大彗星

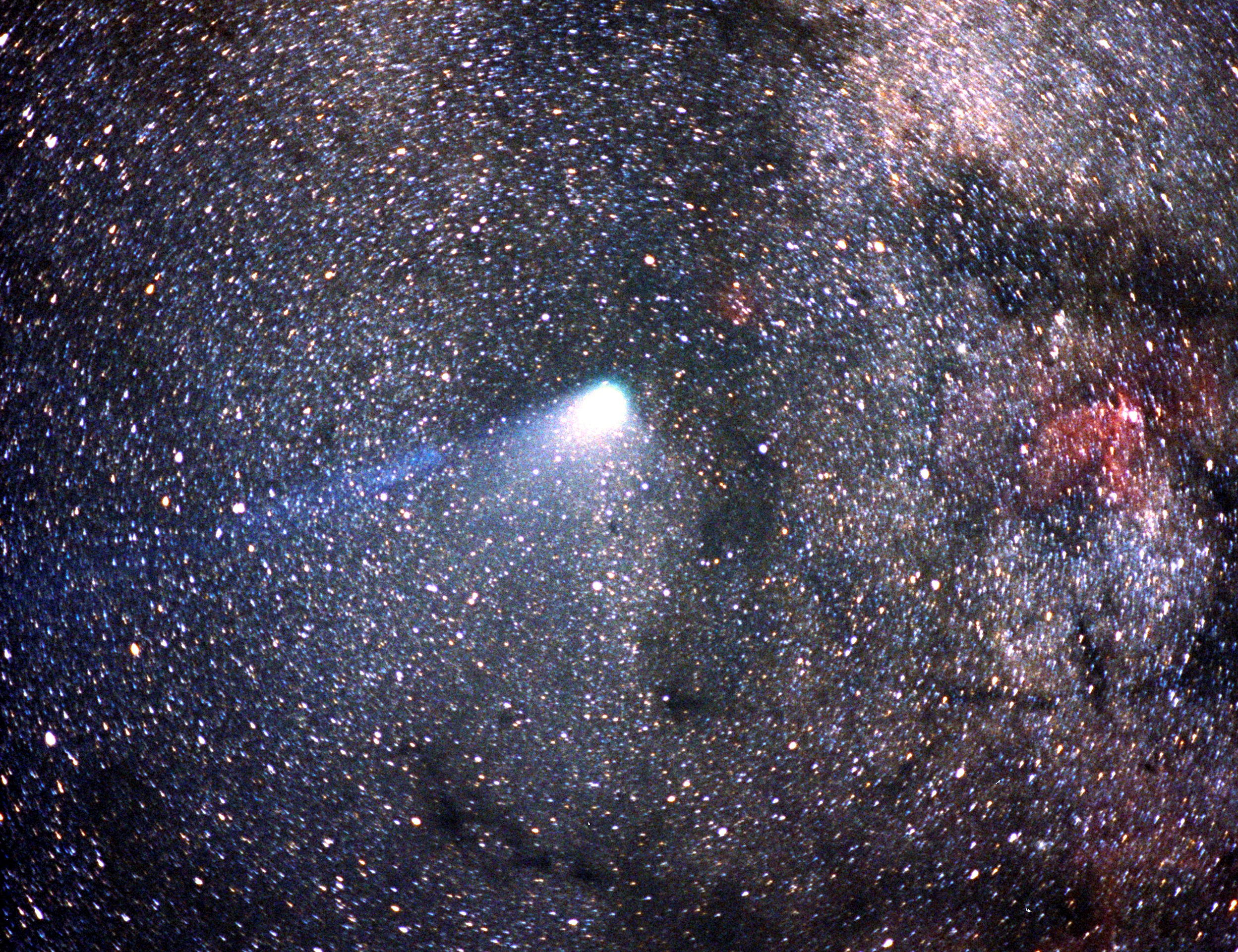
哈雷彗星

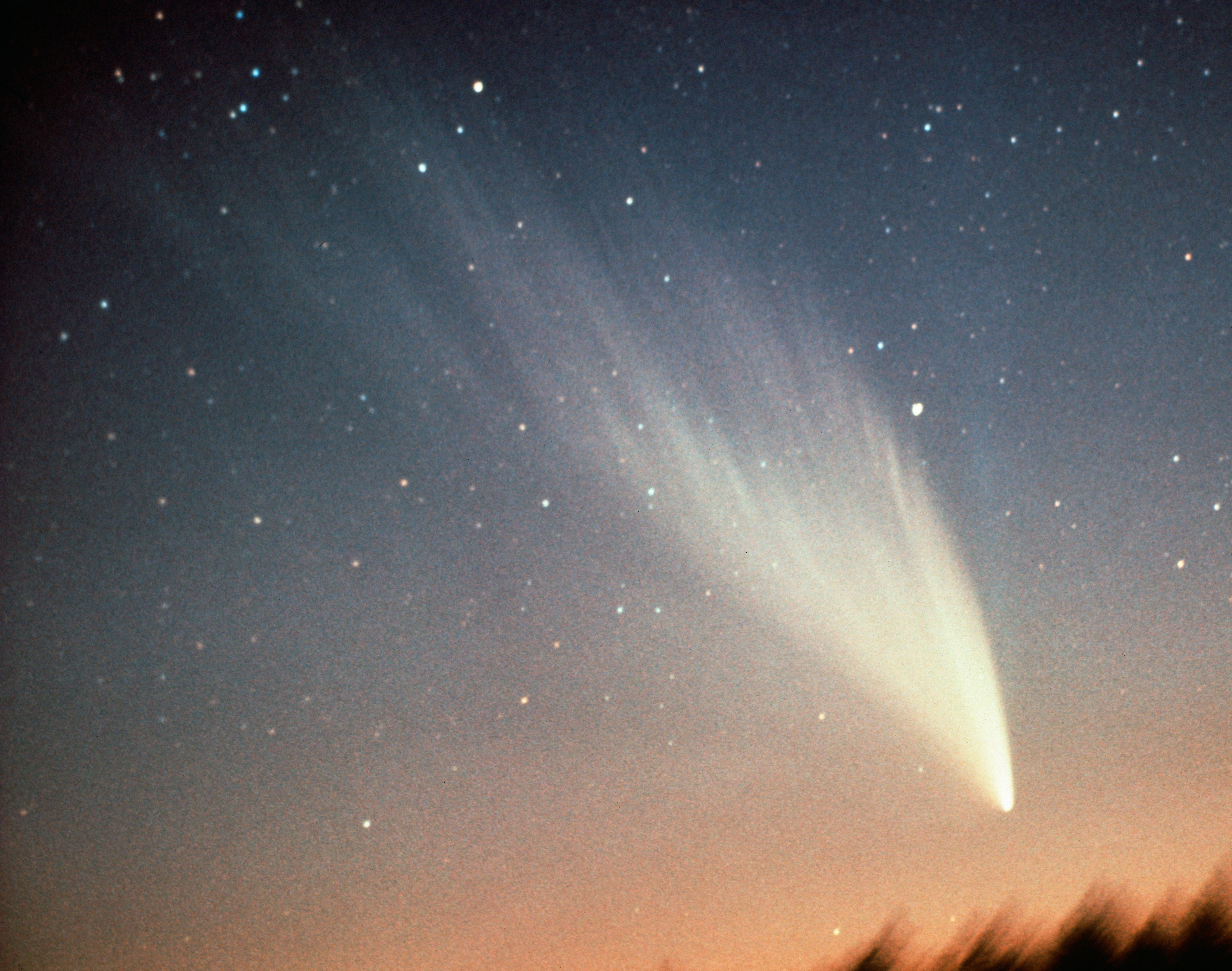
威斯特彗星

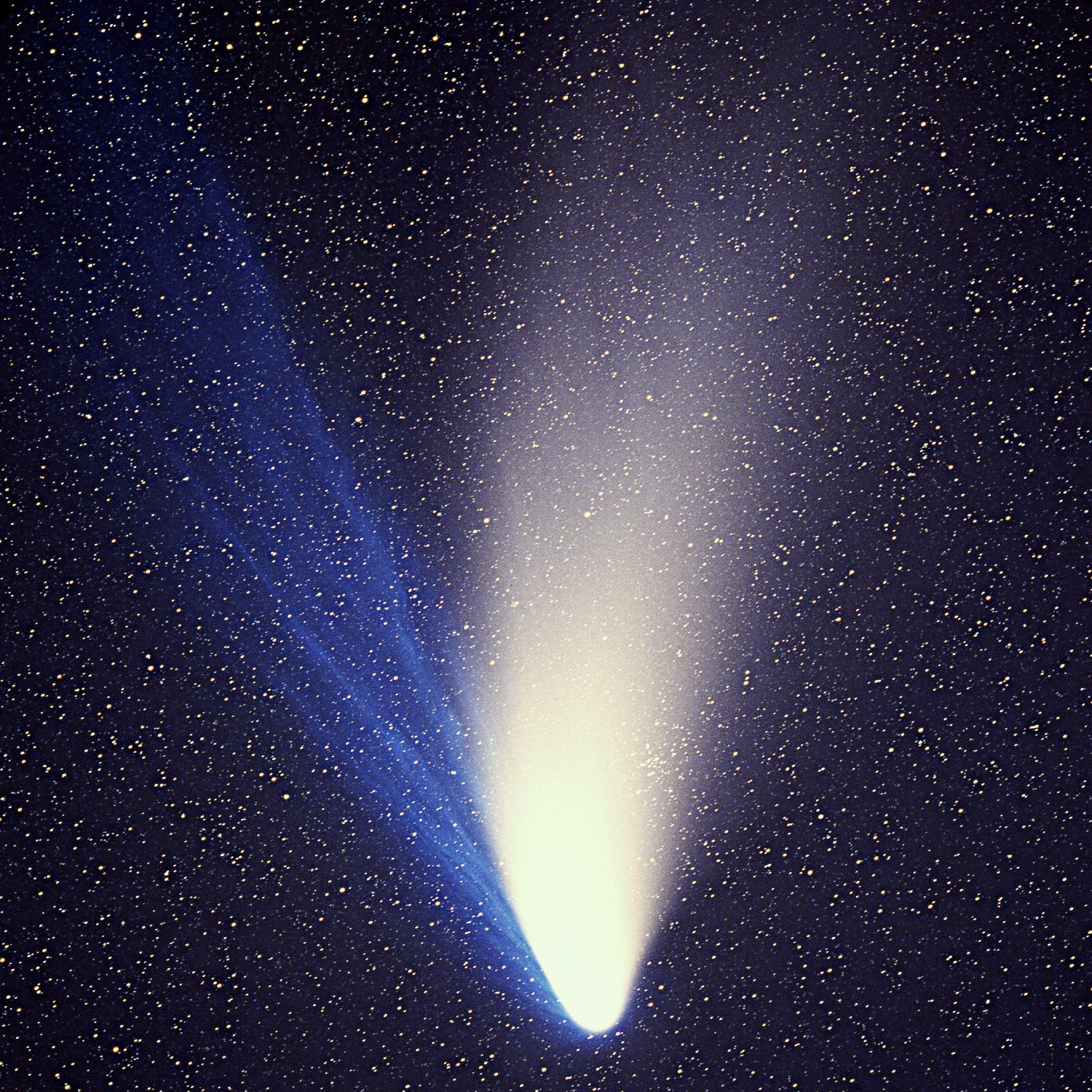
海爾-博普彗星

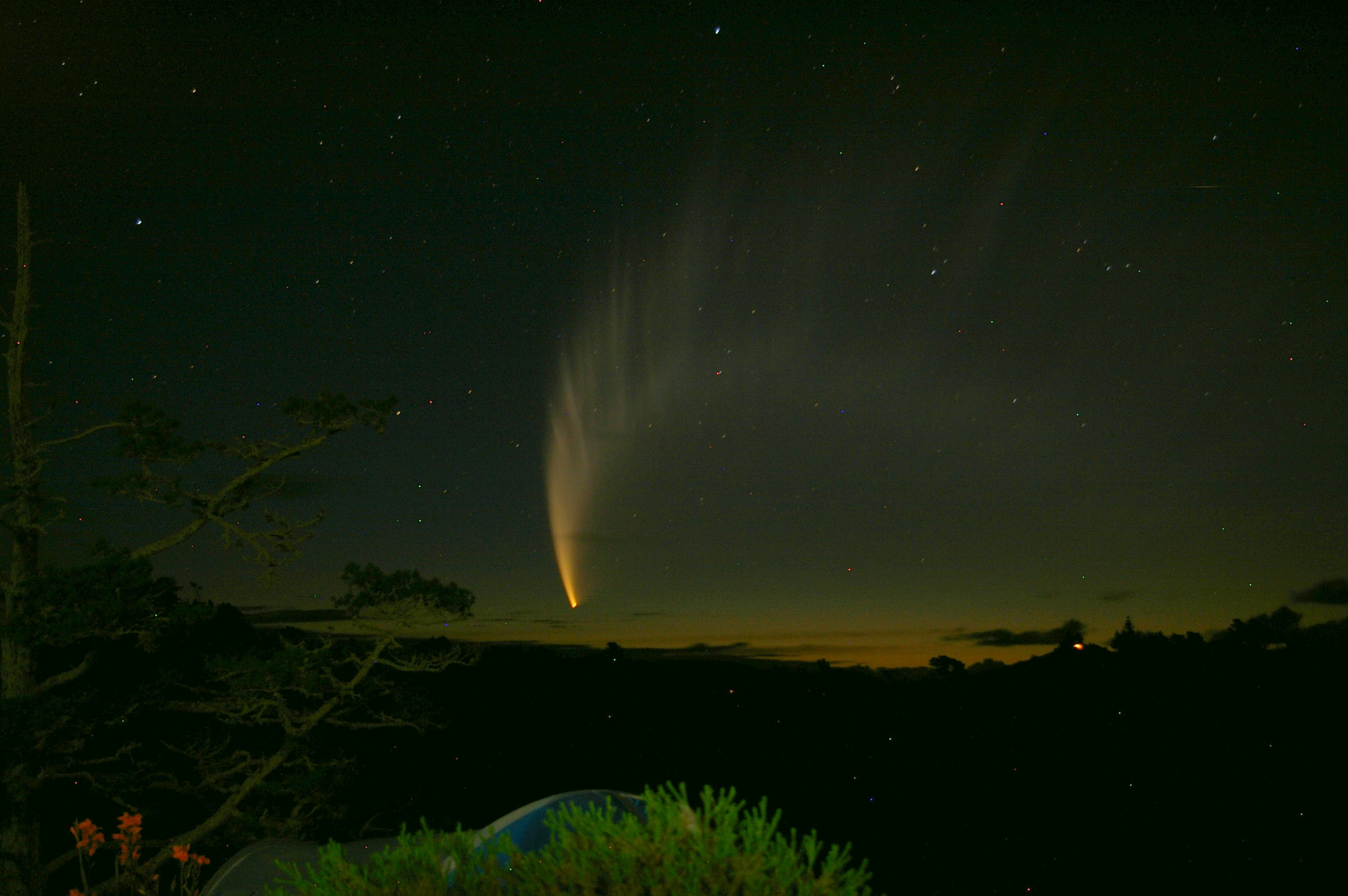
麥克諾特彗星

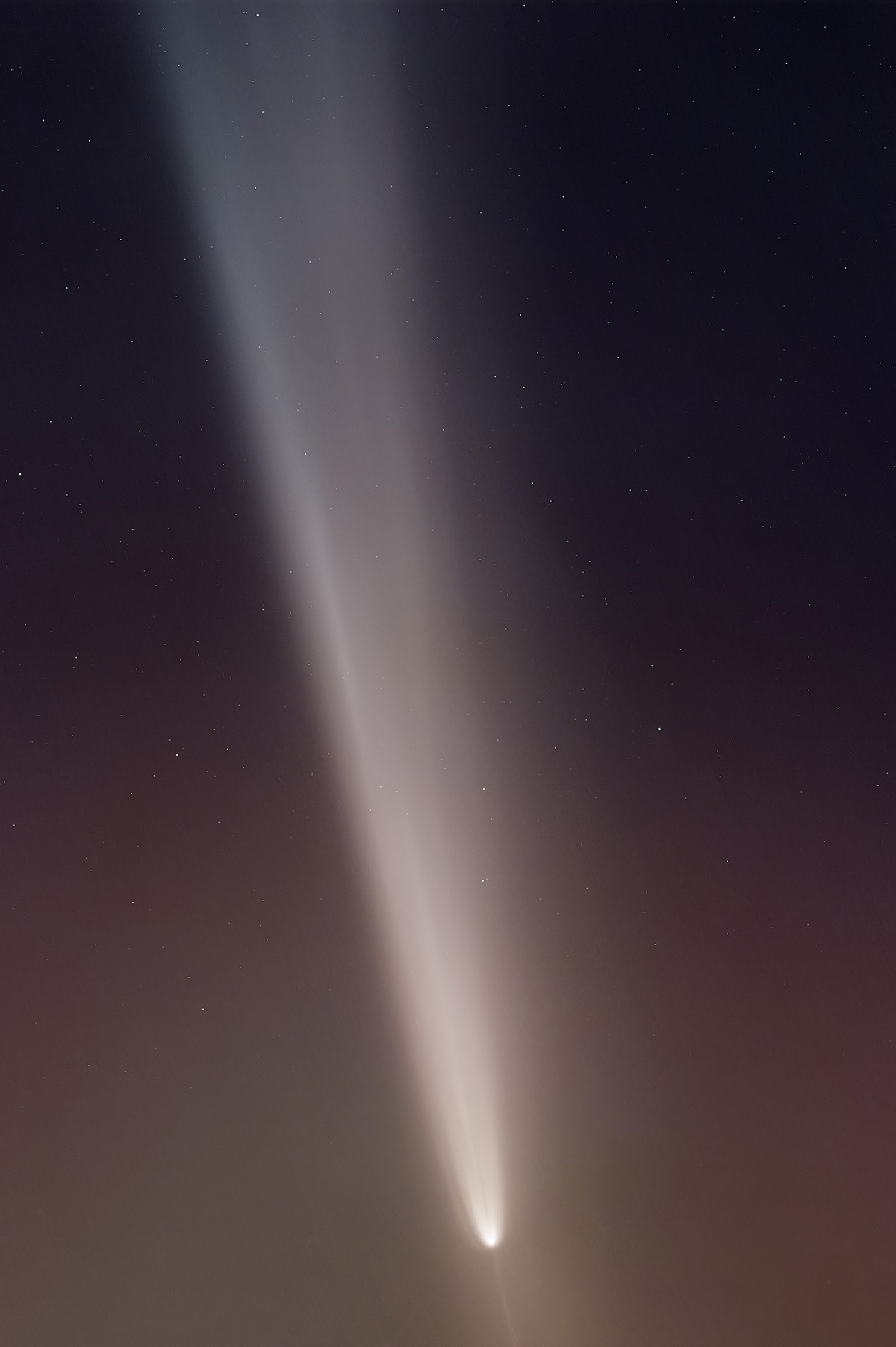
C/2023 A3

### 19世紀之前
| 名稱           | 正式編號  | 年度    |
| -------------- | --------- | ------- |
| 亞里斯多德彗星 |           | 前373年 |
| 哈雷彗星       | 1P/Halley | 前87年  |
| 凯撒彗星       | C/-43 K1  | 前44年  |
| 哈雷彗星       | 1P/Halley | 前12年  |
| 178年大彗星    |           | 178年   |
| 191年大彗星    |           | 191年   |
| 390年大彗星    | C/390 Q1  | 390年   |
| 442年大彗星    | C/442 V1  | 442年   |
| 565年大彗星    | C/565 O1  | 565年   |
| 568年大彗星    | C/568 O1  | 568年   |
| 哈雷彗星       | 1P/Halley | 607年   |
| 770年大彗星    | C/770 K1  | 770年   |
| 哈雷彗星       | 1P/Halley | 837年   |
| 838年大彗星    | X/838 V1  | 838年   |
| 891年大彗星    | X/891 J1  | 891年   |
| 905年大彗星    | C/905 K1  | 905年   |
| 哈雷彗星       | 1P/Halley | 1066年  |
| 1106年大彗星   | X/1106 C1 | 1106年  |
| 1132年大彗星   | C/1132 T1 | 1132年  |
| 1240年大彗星   | C/1240 B1 | 1240年  |
| 1264年大彗星   | C/1264 N1 | 1264年  |
| 1402年大彗星   | C/1402 D1 | 1402年  |
| 1468年大彗星   | C/1468 S1 | 1468年  |
| 1472年大彗星   | C/1471 Y1 | 1472年  |
| 1532年大彗星   | C/1532 R1 | 1532年  |
| 1533年大彗星   | C/1533 M1 | 1533年  |
| 1556年大彗星   | C/1556 D1 | 1556年  |
| 1577年大彗星   | C/1577 V1 | 1577年  |
| 1618年大彗星   | C/1618 W1 | 1618年  |
| 1664年大彗星   | C/1664 W1 | 1664年  |
| 1665年大彗星   | C/1665 F1 | 1665年  |
| 1668年大彗星   | C/1668 E1 | 1668年  |
| 1680年大彗星   | C/1680 V1 | 1680年  |
| 1686年大彗星   | C/1686 R1 | 1686年  |
| 1729年大彗星   | C/1729 P1 | 1729年  |
| 1744年大彗星   | C/1743 X1 | 1744年  |
| 1769年大彗星   | C/1769 P1 | 1769年  |
| 1771年大彗星   | C/1771 A1 | 1771年  |
| 1783年大彗星   | C/1783 X1 | 1783年  |

### 19世紀以後
| 名稱                        | 正式編號  | 年度   |
| --------------------------- | --------- | ------ |
| 1807年大彗星                | C/1807 R1 | 1807年 |
| 1811年大彗星                | C/1811 F1 | 1811年 |
| 1819年大彗星                | C/1819 N1 | 1819年 |
| 1823年大彗星                | C/1823 Y1 | 1823年 |
| 1825年大彗星                | C/1825 N1 | 1825年 |
| 1830年大彗星                | C/1830 F1 | 1830年 |
| 1831年大彗星                | C/1831 A1 | 1831年 |
| 1843年大彗星                | C/1843 D1 | 1843年 |
| 1844年大彗星                | C/1844 Y1 | 1844年 |
| 1847年大彗星                | C/1847 C1 | 1847年 |
| 1853年大彗星                | C/1853 L1 | 1853年 |
| 1854年大彗星                | C/1854 F1 | 1854年 |
| 多納蒂彗星                  | C/1858 L1 | 1858年 |
| 1860年大彗星                | C/1860 M1 | 1860年 |
| 1861年大彗星                | C/1861 J1 | 1861年 |
| 1874年大彗星                | C/1874 H1 | 1874年 |
| 1880年南方大彗星            | C/1880 C1 | 1880年 |
| 1881年大彗星                | C/1881 K1 | 1881年 |
| 威爾斯彗星                  | C/1882 F1 | 1882年 |
| 1882年大彗星                | C/1882 R1 | 1882年 |
| 1887年南方大彗星            | C/1887 B1 | 1887年 |
| 1901年大彗星                | C/1901 G1 | 1901年 |
| 哈雷彗星                    | 1P/Halley | 1910年 |
| 1910年白晝大彗星            | C/1910 A1 | 1910年 |
| 別利亞夫斯基彗星            | C/1911 S3 | 1911年 |
| 布魯克斯彗星                | C/1911 O1 | 1911年 |
| 斯基勒魯普-馬里斯塔尼彗星   | C/1927 X1 | 1927年 |
| 德科克-帕拉斯基沃普洛斯彗星 | C/1941 B2 | 1941年 |
| 南天大彗星                  | C/1947 X1 | 1947年 |
| 1948年日食彗星              | C/1948 V1 | 1948年 |
| 阿蘭德-羅蘭彗星             | C/1956 R1 | 1957年 |
| 威爾森-哈伯德彗星           | C/1961 O1 | 1961年 |
| 關-萊恩斯彗星               | C/1962 C1 | 1962年 |
| 池谷-關彗星                 | C/1965 S1 | 1965年 |
| 班尼特彗星                  | C/1969 Y1 | 1970年 |
| 懷特-奧爾蒂斯-博萊利彗星    | C/1970 K1 | 1970年 |
| 威斯特彗星                  | C/1975 V1 | 1976年 |
| 百武彗星                    | C/1996 B2 | 1996年 |
| 海爾-波普彗星               | C/1995 O1 | 1997年 |
| 麥克諾特彗星                | C/2006 P1 | 2007年 |
| 洛弗喬伊彗星                | C/2011 W3 | 2011年 |
| 尼歐懷茲彗星                | C/2020 F3 | 2020年 |
| 紫金山-阿特拉斯彗星         | C/2023 A3 | 2024年 |
| 阿特拉斯彗星                | C/2024 G3 | 2024年 |

## 外部連結
- Great Comets in History（页面存档备份，存于） (NASA website), Donald K. Yeomans (April 1998), Jet Propulsion Laboratory/California Institute of Technology